# Міхальчова
Міхальчова (пол. Michalczowa) — село в Польщі, у гміні Лососіна-Дольна Новосондецького повіту Малопольського воєводства.
Населення — 471 особа (2011).
У 1975-1998 роках село належало до Новосондецького воєводства.

## Демографія
Демографічна структура станом на 31 березня 2011 року:
|          | Загалом | Допрацездатний вік | Працездатний вік | Постпрацездатний вік |
| -------- | ------- | ------------------ | ---------------- | -------------------- |
| Чоловіки | 234     | 66                 | 150              | 18                   |
| Жінки    | 237     | 70                 | 128              | 39                   |
| Разом    | 471     | 136                | 278              | 57                   |